# Fiesta de la Cruz en Ademuz
La Fiesta de la Cruz o Cruz de Mayo es una celebración que a modo de romería se realiza en Ademuz, provincia de Valencia, (Comunidad Valenciana, España).
La fiesta tiene lugar el día 3 de mayo, y consiste en la subida al cerro del Castillo de Ademuz, donde se hallan las ruinas de la Ermita de Santa Bárbara del Castillo, para la bendición de los términos.

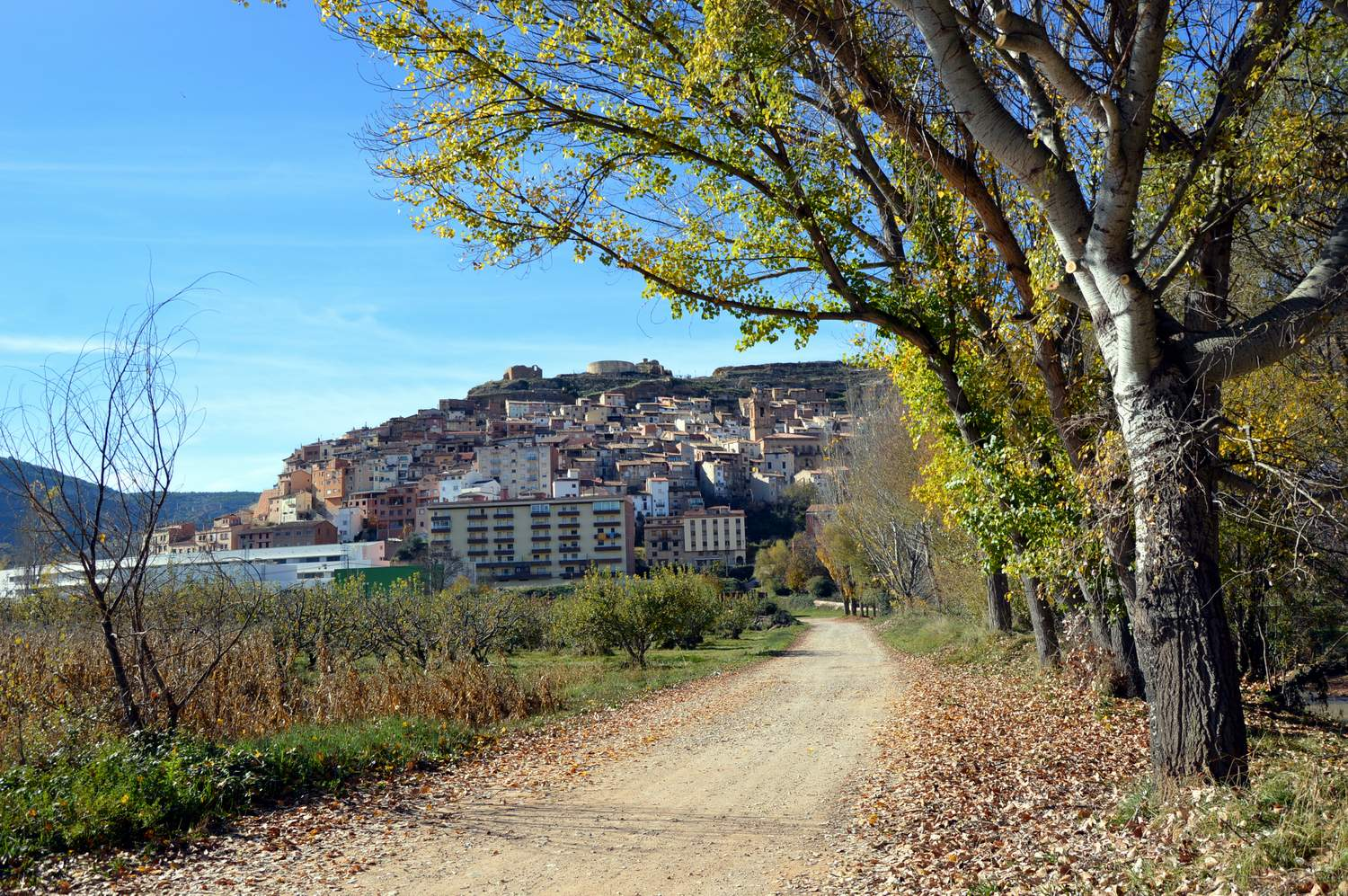
Vista parcial de Ademuz (Valencia), desde la vega del Turia

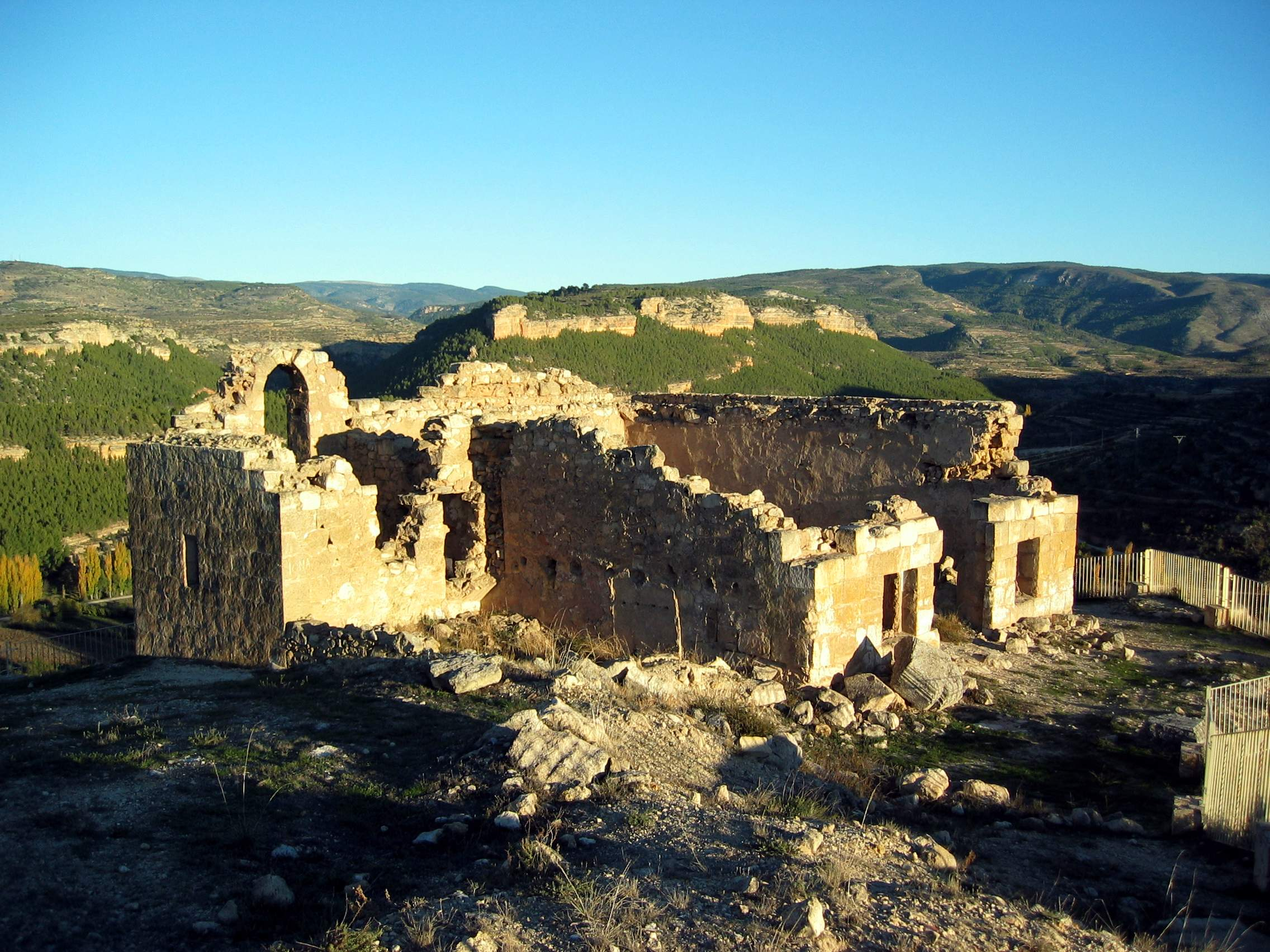
Vista fronto-lateral izquierda de las ruinas de la ermita de Santa Bárbara en Ademuz (Valencia)..

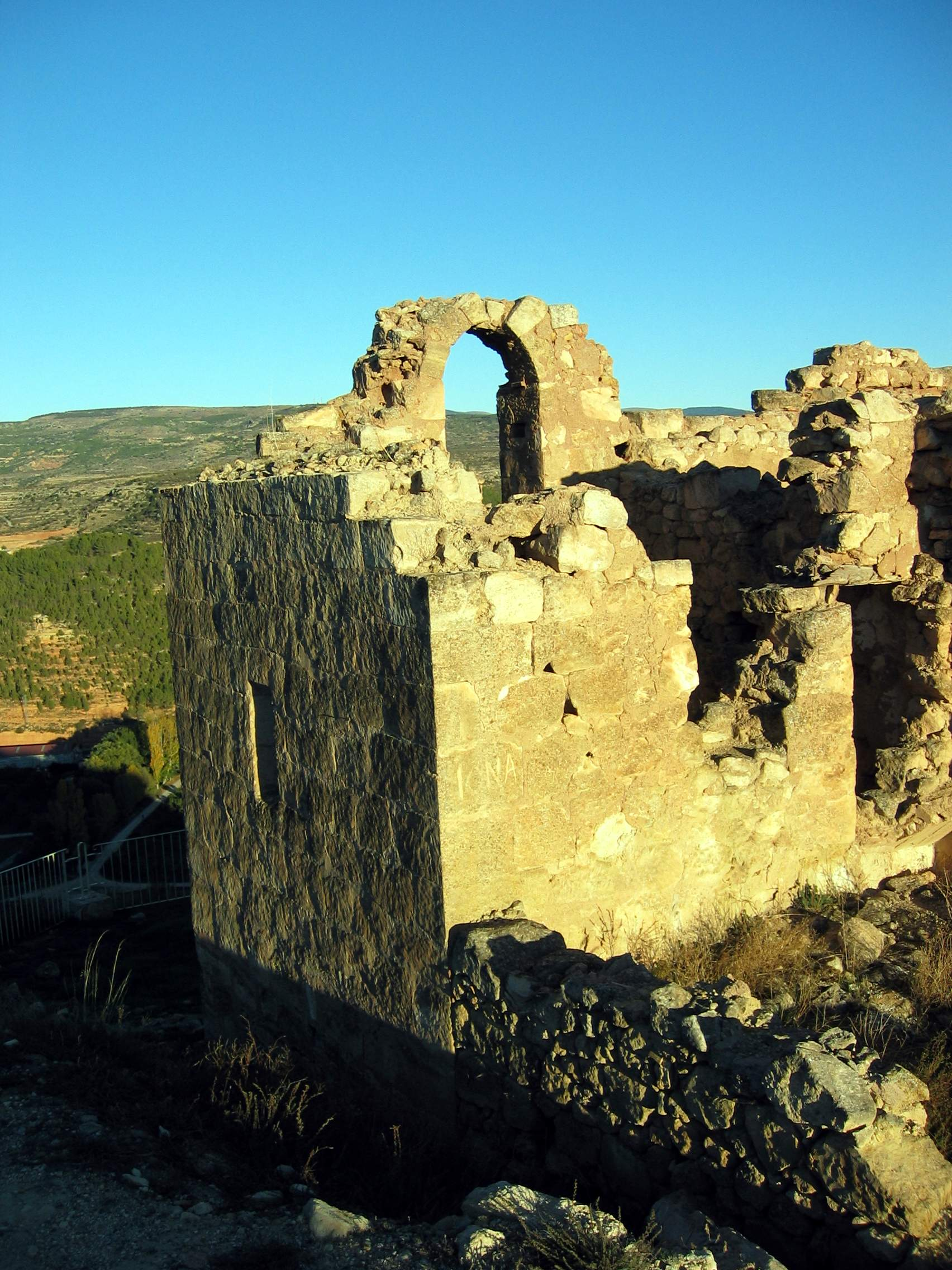
Vista de las ruinas de la ermita de Santa Bárbara en Ademuz (Valencia), con detalle de la espadaña..

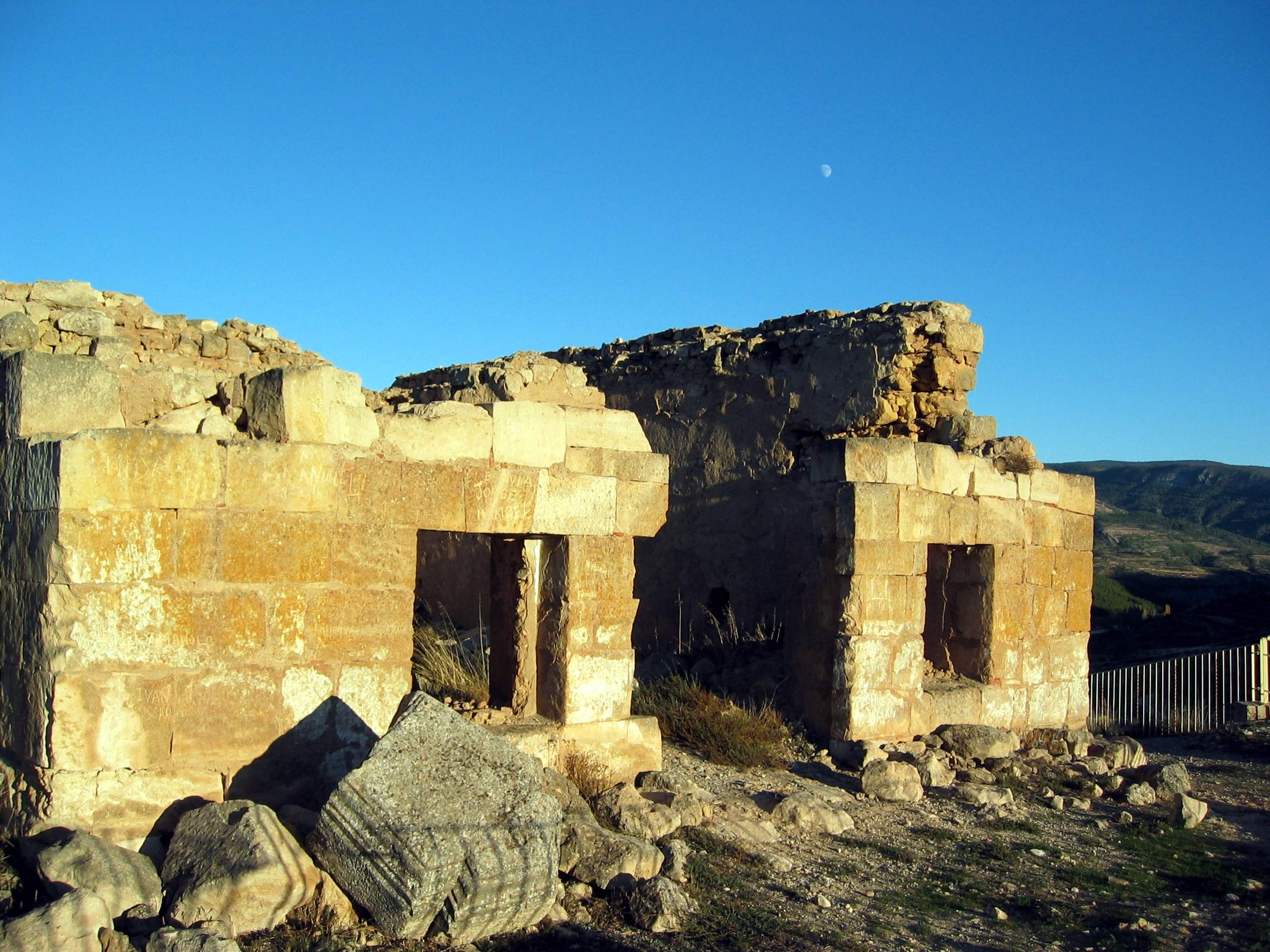
Vista de las ruinas de la ermita de Santa Bárbara en Ademuz (Valencia), con detalle de la fachada principal..

## Componentes de la fiesta
Tradicionalmente, la Fiesta de la Cruz en Ademuz tiene varios componentes, el ancestral, el mundano y social y el propiamente religioso: el ancestral se refiere a los orígenes atávicos o míticos de la fiesta, vinculados a las celebraciones de primavera en los pueblos de las culturas prerromanas (fiestas mayales europeas), el mundano y social, referido a las hogueras de la noche previa, los cargos –bastón, chuzo y bandera- y el baile de la bandera; y el religioso, que se refiere a la celebración propiamente religiosa cristiana, la misa en la parroquial y a la bendición de los términos en el cerro del Castillo.
Respecto a los significantes observables en la celebración: el fuego de las hogueras representa la purificación física; entre los cargos: el bastón se asocia al mando o autoridad, el chuzo (palo con púa metálica) a la fuerza y el orden, mientras que la bandera encarna a la comunidad. La bandera que se utilizaba antaño poseía una inscripción, relativa a un antiguo Sindicato Católico Agrario fundado en la localidad. El agua bendita que se asperge en dirección de los cuatro puntos cardinales es otra forma de purificación, en este caso ritual, espiritual y religiosa.

## Desarrollo
La fiesta comienza propiamente la noche anterior (2 de mayo), en la que los vecinos, de forma individual o colectiva encendían hogueras en la calle, frente a sus casas, fuego que antaño aprovechaban algunos para asar patatas u otros alimentos. Junto con la comida se bebe y se baila –algunos no se acostaban en toda la noche-, mientras las campanas de la parroquial sonaban hasta el amanecer.
Por la mañana tiene lugar una celebración religiosa en la parroquial (misa), a la salida se baila la bandera en la plaza del Rabal, y se sube en romería hasta el cerro del castillo. Antiguamente, los vecinos asistentes se reunían en la plaza de la Iglesia al alba, y subían en romería hasta la ermita acompañados por los dulzaineros de Vallanca.
Aunque no existen pruebas documentales, es de suponer que antaño la misa tenía lugar en la propia ermita de Santa Bárbara, pero ésta fue destejada después de la guerra (años 1947-56), y la madera de la cobertura vendida para hacer los bancos de la Iglesia Arciprestal de San Pedro y San Pablo, devastada durante la revolución (1936-39).
Una vez en el cerro, en torno a las ruinas de la ermita de Santa Bárbara, el sacerdote hace la bendición de los términos, aspergiendo agua bendita con el hisopo en los cuatro puntos cardinales. Durante la bendición había una petición o ruego expreso, para que no hubiera tormentas o pedriscos que dañaran las cosechas del término.
Tras la bendición, en el entorno de las ruinas de la ermita tiene lugar una degustación de pastas, pagadas por los cargos, como la misa. Antaño, de regreso a la villa, en la Iglesia se hacía la renovación de cargos para el año siguiente, guardándose el bastón, el chuzo y la bandera en el templo.

## Historia, significado y evolución
El origen de la Fiesta de la Cruz puede estar vinculado con la ancestral Festividad de los Mayos y las fiestas mayales en general, que pueden encontrase por toda Europa, relacionadas con la primavera -estación que implica renacimiento y renovación-, y que tras el advenimiento del cristianismo se asociaron a la cruz de Cristo.
Otros la vinculan con Santa Elena (ca.250-329), madre del emperador Constantino el Grande y la cruz que halló en Jerusalén, y que según la tradición cristiana sería aquella en la que crucificaron a Cristo.
El comienzo de la celebración en Ademuz es desconocido, ya que no hay datos documentales de esta fiesta, mas los testimonios recogidos entre los vecinos de más edad dicen que en tiempo de sus padres y abuelos ya se celebraba, lo que permite remontarnos como mínimo a principios del siglo XX, finales del XIX.
El hecho de que en Ademuz se suba hasta el cerro del Castillo, donde las ruinas de la ermita de Santa Bárbara cabe relacionarlo con la cruz de hierro que hubo en las inmediaciones del santuario. En tiempos de Cavanilles (siglo XVIII, finales) dicha cruz era ya famosa y tenida por milagrosa entre los lugareños, ya que según la creencia generalizada en momentos de tormenta emitía “penachos de fuego”, y dejaba oír “un zumbido particular”, que ahuyentaba las tormentas y evitaba la caída de rayos en el lugar.
La bendición de términos que tiene lugar en el cerro de la arruinada ermita, un lugar elevado sobre la antigua villa, cabe relacionarla con la búsqueda de la protección divina (para los campos, animales y cosechas), ello sugiere su origen ancestral y posterior asimilación cristiana, en tanto el agua bendita es una forma de purificación ritual.
El desarrollo de la Fiesta de la Cruz en Ademuz se halla vinculado al mundo agrario en particular, y a la ruralidad en general, hasta el punto de que la crisis del mundo rural y de la celebración han ido parejas; hoy se pretende recuperar esta tradición socioreligiosa, como forma de reafirmación de la identidad local.